# Compañía Ítalo Argentina de Electricidad
La Compañía Ítalo Argentina de Electricidad (CIAE), más conocida como "La Ítalo" fue una empresa argentina de electricidad perteneciente al holding suizo Motor Columbus, creada en 1911, que se destacó por prestar el servicio eléctrico en la Ciudad de Buenos Aires y sus alrededores entre 1912 y 1979. 
Realizó un acuerdo monopólico con la Compañía Alemana Transatlántica de Electricidad (CATE), para repartirse el mercado eléctrico de la Ciudad de Buenos Aires y sus alrededores. En 1936 la CHADE-CADE y la CIAE sobornaron a altos funcionarios argentinos para extender sus concesiones otorgadas por 50 años, otros 40 años, y para dejar sin efecto la cláusula que las obligaba a entregar sus activos a la Ciudad de Buenos Aires al finalizar la concesión. En 1936 la Ítalo fue una de las empresas protagonistas del célebre Escándalo de la CHADE, a raíz de la extensión del plazo de concesión a un siglo, mediante sobornos a políticos y actos de corrupción en los que se vieron involucrados dos presidentes de Argentina, el radical Marcelo T. de Alvear y el antipersonalista Agustín P. Justo. 
En 1944 el Informe Rodríguez Conde reveló los delitos y actos de corrupción realizados por la empresa y recomendó quitarle la personería jurídica a la Ítalo y otras empresas. En 1957 se declaró la nulidad de la prórroga de la concesión y la cláusula de entrega de los bienes al Estado, pero meses antes de vencer, el presidente Arturo Frondizi volvió a concederle el servicio, sin plazo y con el beneficio de que podía vender la empresa al Estado, si así lo solicitaba. La presidenta María Estela Martínez de Perón anuló en 1975 la concesión renovada por Frondizi. 
Al año siguiente la dictadura autodenominada Proceso de Reorganización Nacional, mediante actos del ministro de Economía José Alfredo Martínez de Hoz, exdirectivo de la Ítalo, y del secretario Guillermo Walter Klein, preservó la concesión en manos de la empresa y en 1978 dispuso que el Estado la comprara, generando otro escándalo debido a la obsolescencia de sus bienes. La maniobra involucró la desaparición de Juan Carlos Casariego, un funcionario de la dictadura que se oponía a la compra de la Ítalo. Recuperada la democracia en diciembre de 1983, el Congreso de la Nación creó una Comisión para investigar el caso.

## Historia
En las últimas dos década del siglo XIX se instaló el servicio eléctrico en Buenos Aires. En la primera década del siglo XX se produjo un proceso de trustificación y cartelización del cual emergió la Compañía Alemana Transatlántica de Electricidad (CATE) como monopolio del servicio eléctrico de la Ciudad de Buenos Aires. En 1907 la CATE obtuvo una cuestionada concesión del servicio, que establecía altas tarifas y un plazo notablemente largo de 50 años, a cambio de una "cláusula de reversión", por la cual al finalizar la concesión todos los bienes de la empresa debían pasar a manos de la Municipalidad de Buenos Aires.
La creación de la Compañía Ítalo Argentina de Electricidad (CIAE) en 1911 afectó el monopolio y la cartelización logrado por la CATE. En su constitución desempeñó un papel importante el ingeniero italiano Juan Carosio, quien reunió los capitales mayoritarios del holding suizo Motor Columbus, con empresarios italianos radicados en Argentina, las empresas italianas Pirelli y Franco Tosi y un  grupo de inversores españoles.
La palabra "Ítalo" en el nombre de la empresa tuvo fines exclusivamente comerciales, destinados a atraer a la gran masa de población italiana que estaba inmigrando a la Argentina. La empresa, no era italiana sino suiza, fundada con capitales de la Franco Tosi, la Pirelli y la Brown Boveri, perteneciente al holding Motor Columbus, con sede en Baden, cantón de Argovia. 

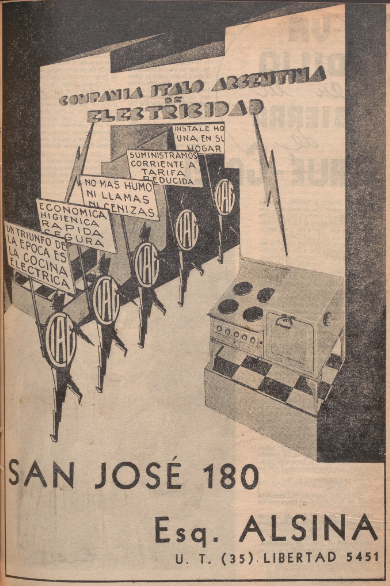
Publicidad de la Compañía Ítalo Argentina de Electricidad en la revista Aconcagua de julio de 1936.

Al año siguiente, al igual que a la CATE, la Municipalidad de Buenos Aires le otorga una concesión por cincuenta años, que debía finalizar el 31 de diciembre de 1962, con "cláusula de reversión". La Ítalo comienza entonces a producir y distribuir energía eléctrica en las zonas Centro y Sur de la Ciudad de Buenos Aires para el servicio de alumbrado público y privado, fuerza, tracción y demás aplicaciones. Los servicios eléctricos de la CIAE más tarde se extenderían a varios partidos aledaños.

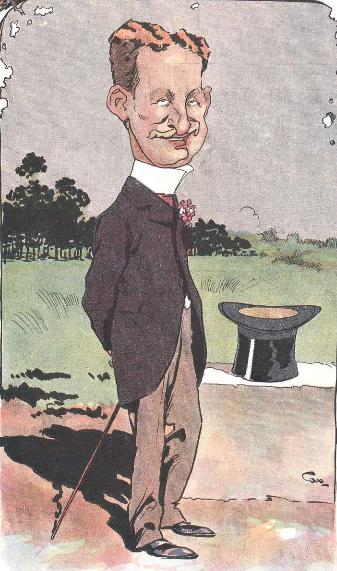
El intendente Joaquín S. de Anchorena entregó una sospechada concesión a la Ítalo y al cesar en su cargo pasó a formar parte de su directorio.

La concesión reiteró los beneficios abusivos (tarifas excesivamente altas y plazo de concesión extremadamente largo) que habían sido otorgados a la CATE, pero el intendente conservador Joaquín S. de Anchorena y el secretario de Obras Públicas Atanasio Iturbe, justificaron la decisión con el argumento de que la existencia de dos empresas generaría competencia y reducción de tarifas. Sin embargo eso no sucedió porque ambas empresas ya se habían puesto de acuerdo para no competir, repartiéndose las diversas zonas de la ciudad, creando de este modo dos monopolios, agravando la situación creada por el pacto de 1903, distribuyéndose la electricidad y el subterráneo, entre los capitales ingleses y alemanes. Al dejar sus cargos en la Municipalidad, ambos funcionarios entraron a formar parte del directorio de la Ítalo.
A diferencia de CATE, esta compañía comenzó con plantas pequeñas de provisión de electricidad para el consumo familiar. El destinatario era el gran grupo inmigratorio de origen italiano asentado en Buenos Aires. En 1914 inauguró sus servicios desde un edificio ubicado en la calle José Andrés Pacheco de Melo, entre Coronel Díaz y Billinghurst. Se sumaron un grupo de usinas y subusinas de transformación, locales de carácter utilitario que ofrecían a la ciudad la peculiaridad de una arquitectura identificatoria de la empresa. En 1916 inauguró la Usina Pedro de Mendoza en La Boca, con tres generadores de 6250 kW cada uno.

## Proceso de trustificación
La Primera Guerra Mundial (1914-1918) fortaleció las estructuras monopólicas de la economía argentina, entre ellas la del sector de la electricidad. La gravedad de la situación llegó a motivar a la Cámara de Diputados para crear una Comisión de Investigación de los Trusts, que puso en evidencia el bajo nivel de competencia e innovación existente en los mercados argentinos, principalmente en perjuicio de las pequeñas y medianas empresas. El estudio mostró también que el Estado argentino era demasiado pequeño para controlar a las grandes empresas de capital europeo o estadounidense, que ya estaban adquiriendo la dimensión de empresas multinacionales.
La derrota de Alemania en la guerra, también llevó a ese país a una seria crisis económica y política, que complicó la situación financiera de CATE debido a las dificultades para obtener capitales adicionales para realizar inversiones que pudieran atender la demanda creciente. La empresa fue vendida entonces en 1921 a la Compañía Hispano Argentina de Electricidad (CHADE), una filial del gran holding mundial europeo Sofina con sede en Bruselas.
Hacia fines de la década de 1920 los trusts mundiales Sofina (europeo) y Ebasco (estadounidense) llegaron a un acuerdo monopólico para repartirse el mercado eléctrico argentino de modo tal que a Sofina le quedara toda el área de influencia de Buenos Aires (que a su vez se había repartido con la Ítalo), mientras que a la Ebasco le quedaba el resto del país.La trustificación del mercado eléctrico argentino postergaría por décadas la electrificación del campo y promovería un uso desproporcionado de los hidrocarburos al optar por el uso de centrales termoeléctricas, en lugar de construir centrales hidroeléctricas. Tres décadas después, Brasil había conformado un sistema eléctrico apoyado en un 75% en la energía hidroeléctrica, que impulsó fuertemente la industrialización a pesar de no contar con petróleo dentro de su territorio, mientras que en la Argentina ese aporte era solo del 8%, que al volverlo totalmente dependiente del petróleo, obró sistemáticamente como límite para el desarrollo industrial, cada vez que no se lograba el "autoabastecimiento" petrolero.

La CHADE, que durante décadas taponó la posibilidad de que Argentina tuviera usinas hidroeléctricas, mantenía el sistema termoeléctrico porque requería carbón. Y ese carbón se importaba de Inglaterra y se extraía de minas que también eran de SOFINA y que entraban sin pagar ningún gravamen.
Jorge Lanata

## La "súper-usina" de Puerto Nuevo
En 1932 la Ítalo inauguró una gran usina termoeléctrica en terrenos ganados al Río de la Plata que conformaron el Puerto Nuevo. Cinco años antes, en 1927, la CHADE también construyó una súper-usina en las cercanías. Pese a ello, la inversión resultó menor que la necesaria para atender la demanda de sus clientes.
La razón de que las dos "super-usinas" hubieran sido instaladas en Puerto Nuevo se debió al hecho crucial, desde el punto de vista técnico-económico, de la ubicación en un lugar donde el carbón pudiera ser descargado directamente desde los barcos que lo traían de Inglaterra. Por ese motivo la Municipalidad entregó gratuitamente a las empresas esos terrenos, que habían sido ganados al río, en el entendimiento de que la reducción de costos operativos se traduciría en una reducción equivalente de las elevadas tarifas. Pese a ello ni la CHADE, ni la Ítalo, rebajaron las tarifas.
En la década de 1920 las dos empresas eléctricas de la Ciudad de Buenos Aires, pero con claro predominio de la CHADE, extendieron su dominio hacia lo que luego se llamaría el conurbano bonaerense, comprando las empresas eléctrica comunales.

## El escándalo de la CHADE

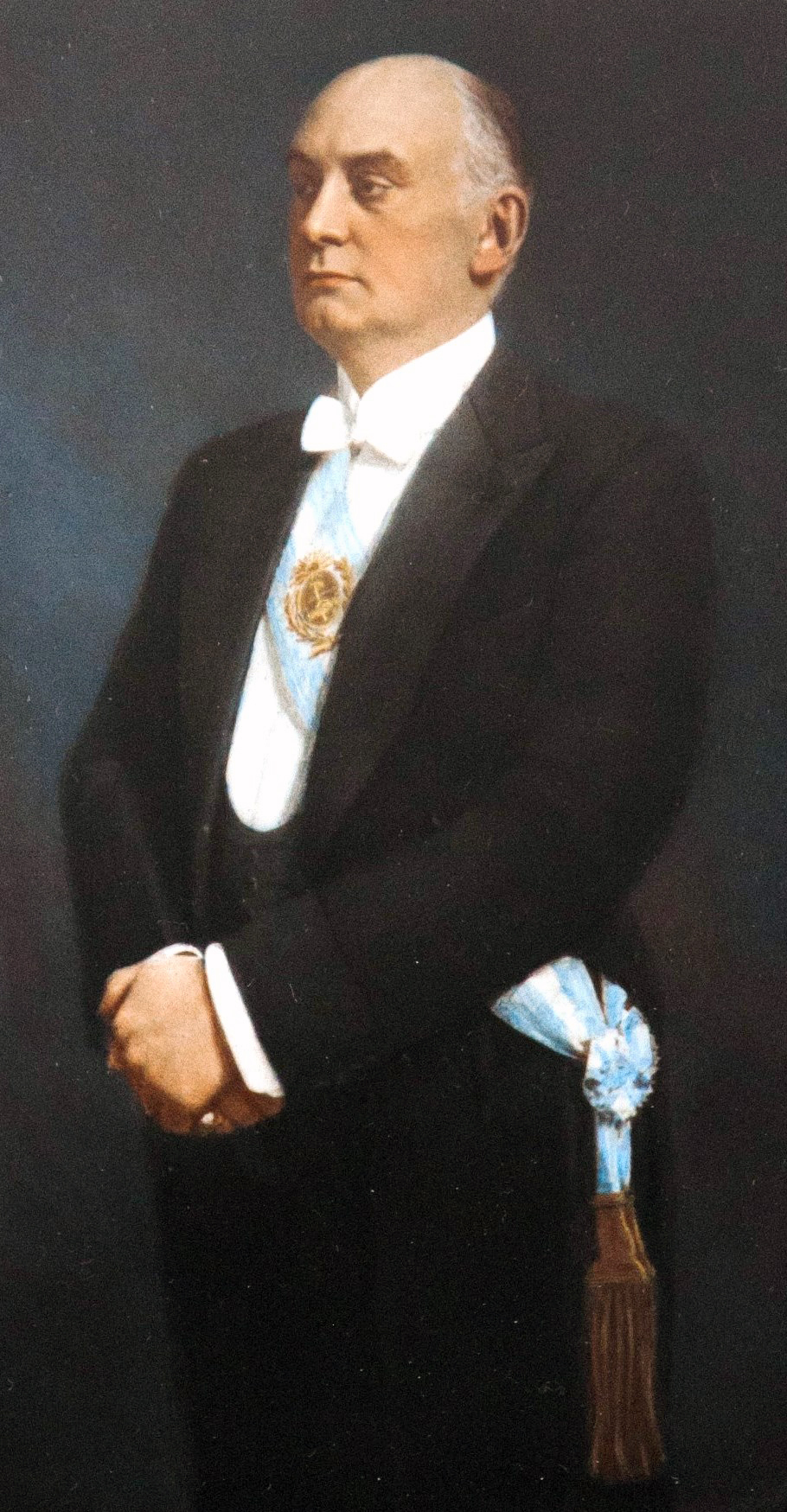
El escándalo de la CHADE reveló que el expresidente radical Marcelo T. de Alvear fue uno de los funcionarios sobornados.

El célebre escándalo de la CHADE, estallado entre 1932 y 1936, no sólo alcanzó las maniobras ilícitas de la CHADE-CADE, sino también las de la Ítalo. 
El 6 de septiembre de 1930 fue derrocado por un golpe cívico-militar el gobierno presidido por el presidente Hipólito Yrigoyen, quien en su primer mandato iniciado en 1916 se había convertido en el primer presidente democrático de la historia argentina. El poder pasó a estar controlado por una alianza de radicales antiyrigoyenistas (antipersonalistas), conservadores y socialistas llamada La Concordancia, que luego de una etapa dictatorial, tomó el poder mediante un régimen fraudulento conocido como "la Década Infame". Las empresas eléctricas tuvieron una fuerte influencia sobre el gobierno durante la Década Infame, mediante sobornos sistemáticos, o a través de la presencia de políticos que habían sido o serían directivos de las mismas, como el ministro de Hacienda Alberto Hueyo, que fue presidente de la CADE -sucesora de la CHADE-, o tenían conflictos de intereses, como fue el caso del también ministro de Hacienda Federico Pinedo, que se había desempeñado como abogado de la CHADE.
En 1932 la CHADE y la CIAE debieron enfrentar los reclamos de la Junta de Sociedades de Fomento Pro Rebaja de Tarifas de Electricidad, presidida por Jorge Del Río, que puso en evidencia un escandaloso patrón de irregularidades en perjuicio de los usuarios, que incluía la elevación fraudulenta de las tarifas. La CHADE y la CIAE contraatacaron con grandes solicitadas en los principales diarios, que a su vez ocultaron la posición de los usuarios, viéndose obligada la Comisión a crear un boletín para difundir su punto de vista.
El conflicto fue llevado al Concejo Deliberante que abrió una investigación que concluyó con la elaboración de tres proyectos de ordenanzas, sancionando severamente a la CHADE y la CIAE, controlando las tarifas, verificando los costos de producción y mandando a investigar las cobranzas indebidas. 
Al año siguiente el Concejo Deliberante volvió sobre sus pasos y designó una "Comisión de Conciliación", integrada por los decanos de las facultades de Derecho, Ciencias Económicas e Ingeniería de la Universidad de Buenos Aires, que emitió un dictamen abiertamente favorable a las empresas concesionarias. El escándalo llegó a un punto tal que obligó al intendente Mariano de Vedia y Mitre a vetar la ordenanza, poniendo al descubierto las graves irregularidades que contenía, la violación a los términos de las concesiones y las sospechas de corrupción.
El escándalo alcanzó su punto culminante en 1936 cuando el Concejo Deliberante modificó los términos de la concesión original de la CHADE-CADE y CIAE por medio de las ordenanzas n.º 8028 y 8029, con una anticipación de 25 años respecto del vencimiento del plazo original. Dichas modificaciones extendían la concesión 25 años más (desde 1957), con opción a otros 15 y dejaba sin efecto la "cláusula de reversión" de la concesión original, que había establecido que los edificios, terrenos, maquinarias, red de cables, cajas de distribución, conexiones, estaciones secundarias y de transformación pasarían automáticamente al patrimonio de la Municipalidad de Buenos Aires sin cargo al término del contrato. 
Los concejales de la Unión Cívica Radical, que eran mayoría en el Concejo, habían sido sobornados con el visto bueno del expresidente Marcelo T. de Alvear. El informe dejó al descubierto los sobornos percibidos tanto por funcionarios de la oficialista Concordancia como de la opositora Unión Cívica Radical.

## La Revolución del 43 y elInforme Rodríguez Conde
Una de las primeras medidas tomadas por el general Pedro Pablo Ramírez luego de derrocar al presidente Ramón Castillo el 4 de junio de 1943 y asumir el gobierno el 7 de junio fue crear una Comisión Investigadora de los pormenores de la prórroga de las concesiones eléctricas en 1936. La Comisión fue puesta bajo la dirección del Coronel Matías Rodríguez Conde y estaba integrada también por el ingeniero Juan Sabato (hermano del escritor Ernesto Sabato y futuro miembro del grupo íntimo de Raúl Alfonsín) y el abogado Juan P. Oliver.
La Comisión entrevistó a la mayor parte de los involucrados y obtuvo documentación crucial para develar los mecanismos internos de la corrupción, como el intercambio telegráfico interno de las empresas.
El 27 de mayo de 1944 la Comisión terminó su trabajo realizando un informe y proponiendo dos decretos para retirar la personería jurídica de la CADE (sucesora de la CHADE) y la CIAE, cancelando las concesiones y disponiendo la expropiación.
Juan Sábato y Félix Luna sostuvieron que, siendo vicepresidente, Juan Perón (1944-1945), paralizó el trámite de aprobación de los proyectos propuestos por el Informe Rodríguez Conde de 1944 y que luego recibió apoyo económico de la CADE para la campaña electoral de 1946, razón por la cual no la nacionalizó[cita requerida]. Norberto Galasso opina que la CADE siguió operando con «excesiva impunidad» durante su gobierno. Guillermo Gauna da una versión diferente de los hechos, diciendo que el Informe Rodríguez Conde recién fue dado a conocer oficialmente en 1960, cinco años después del derrocamiento de Perón, con motivo del debate de la Ley de Electricidad n.º 15.336.
La CADE y la CIAE, no fueron nacionalizadas durante el gobierno de Perón (1946-1955), pero sí resultó nacionalizada la ANSEC, que tenía la explotación del servicio eléctrico en la mayor parte del país. Perón tampoco nacionalizó otras grandes empresas como la Standard Oil, la Shell, las grandes empresas latifundistas, Bunge y Born, etc. Jorge Del Río señala por su parte que, sin desmontar el poder del dúo CADE-CIAE, Perón tuvo el mérito de crear la empresa estatal Agua y Energía Eléctrica y fomentó el desarrollo de usinas populares cooperativas.
Perón también impulsó la diversificación energética. Creó la Comisión Nacional de Energía Atómica (CNEA), interconectó las centrales Puerto Nuevo (CADE) y Nuevo Puerto (CIAE) y construyó 22 centrales hidroeléctricas en Tucumán, Mendoza, Santiago del Estero, Córdoba, Catamarca, Río Negro y Mendoza, aumentando la potencia hidroeléctrica instalada de 45.000 kW (kilovatios) en 1943, a producir 350.000 kW en 1952.

## Nulidad de las ordenanzas de 1936
En 1955 tomó el poder la dictadura autodenominada Revolución Libertadora luego de derrocar al gobierno constitucional presidido por Juan D. Perón. Los días 24 y 25 de abril de 1956, la Junta Consultiva de dicha dictadura, integrada por los partidos antiperonistas, aconsejó aprobar los decretos recomendados por el Informe Rodríguez Conde, cancelando las personerías jurídicas de la CADE, la CIAE y la ANSEC. El 22 de julio de 1957 una Comisión Asesora presidida por el procurador Sebastián Soler, aconsejó declarar nulos los decretos de 1936 y restablecer las concesiones de 1907 y 1912. El 23 de julio de 1957 el dictador Pedro Eugenio Aramburu siguió este último consejo y firmó el Decreto n.º 8377/57, declarando la nulidad de los dos decretos de 1936 y declarando la vigencia de las concesiones tal como habían sido establecidas en 1907 para la CADE y el 1912 para la CIAE. 
La CADE y la CIAE iniciaron entonces una campaña internacional contra la decisión de la dictadura y cuestionaron judicialmente el decreto de nulidad de las concesiones y solicitó una medida de no innovar. El 13 de octubre de 1957 la dictadura dictó un nuevo decreto, aceptando la medida de no innovar solicitada por la CADE y la CIAE, habilitando a la justicia a intervenir de inmediato. Debido al acuerdo entre las empresas y la dictadura, el juez interviniente dictó entonces la medida de no innovar, pero con la aclaración de que la misma no impedía al Estado ejercer su derecho de expropiar las empresas si así lo decidía. Al llegar el 31 de diciembre de 1957, fecha de finalización de la concesión de la CADE iniciada en 1907, nada sucedió.

## La prórroga de Frondizi de 1961

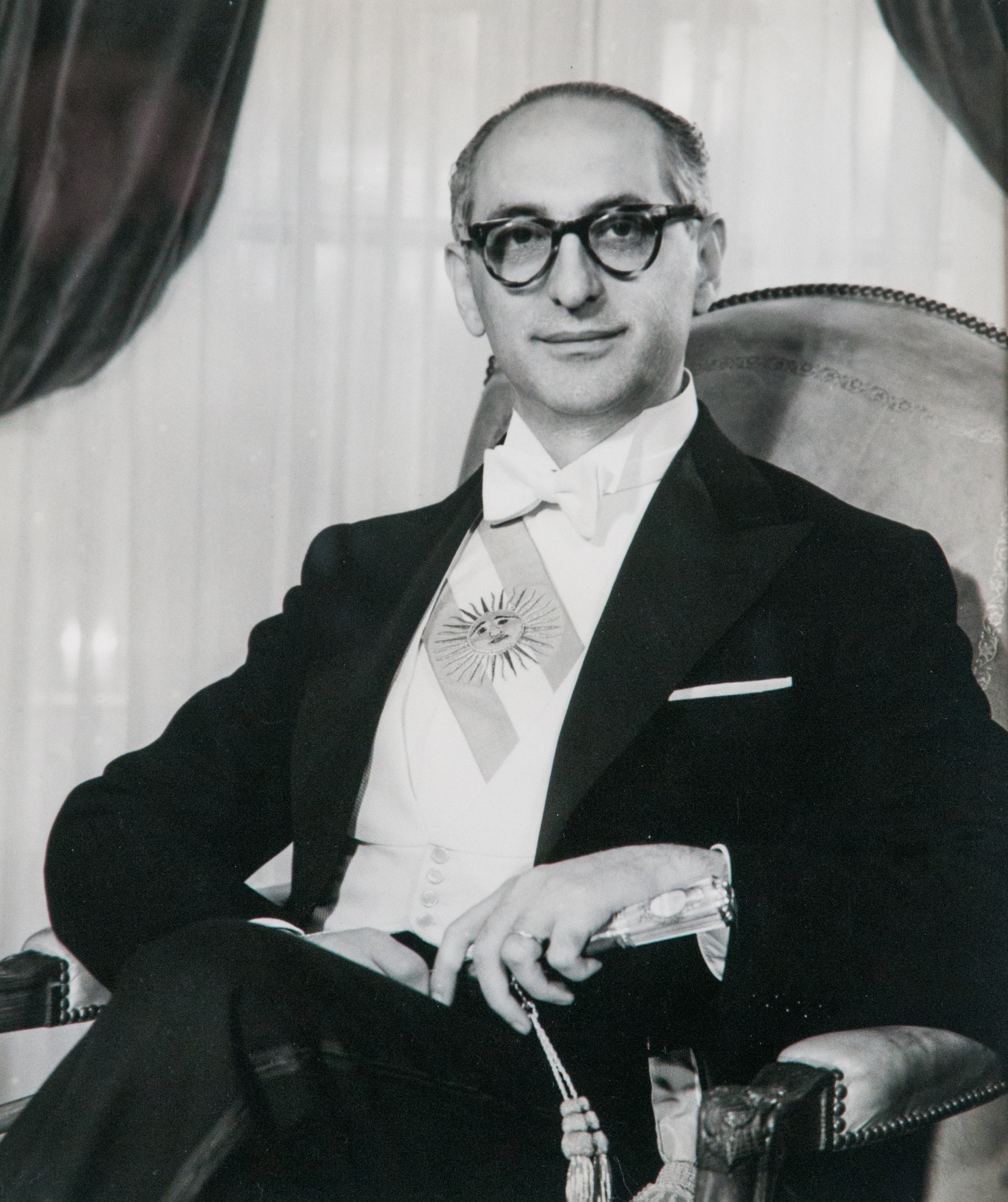
Contra sus promesas de campaña, Arturo Frondizi realizó en 1958 un acuerdo que dejó definitivamente si efecto el Informe Rodríguez Conde de 1944, por el que se creó una nueva empresa llamada Segba para reciclar a la CADE y prorrogó sin término la concesión de la CIAE.

En 1962 venció el plazo de 50 años de la concesión original de la Ítalo (CIAE). Nuevamente Frondizi impidió que se cumplieran condiciones de la concesión, que establecía que los bienes debían pasar a la Municipalidad de Buenos Aires, dictando el Decreto n.º 5571/61 que dispuso autorizar a la empresa para seguir a cargo del servicio, sin límite de tiempo, otorgándole también el derecho de vender los activos al Estado en cualquier momento. El decreto fue firmado también por los ministros Roberto Alemann (que en 1979 estaría involucrado en la venta al Estado argentino de la Ítalo) y Jorge Wehbe. Alemann integró el directorio de Motor Columbus, grupo suizo propietario de la Ítalo y representante en la Argentina de la Unión de Bancos Suizos.

## La anulación de María Estela Martínez de Perón
Durante los gobiernos peronistas sucedidos entre 1973 y 1976, se creó una Comisión para investigar las irregularidades cometidas en torno a la Ítalo, que debió haber finalizado su concesión en 1962. En junio de 1975 el procurador Edgar Sa dictaminó que la concesión que mantenía le empresa era inconstitucional, que el Estado debía utilizar su derecho de reversión y cuestionar el revalúo fraudulento. El dictamen señala también la conducta corrupta de la empresa, la influencia mediática destinada a engañar a los usuarios y la campaña que llevó adelante contra las cooperativas eléctricas.
En 1975 una comisión especial fijó el valor de la empresa en 35 millones de dólares. Finalmente en febrero de 1976, la presidenta constitucional María Estela Martínez de Perón dictó el Decreto N.º 648, anulando la concesión otorgada por Frondizi en 1961, e interviniendo la empresa.
La anulación de la concesión de la Ítalo, siguiendo la línea del Informe Rodríguez Conde de 1944, generó una fuerte reacción del sector empresarial y el gobierno suizo. Julio González, secretario de la presidenta María Estela Martínez de Perón, relata el siguiente hecho sucedido un día antes del golpe de Estado que derrocó al gobierno constitucional: 

El día anterior al golpe presentó credenciales el nuevo embajador de Suiza, William Frei, quien "apartándose de todo el protocolo" le pidió a la presidente que "nacionalizase la Compañía Italo Argentina de Electricidad". "La Presidente replicó —continúa González— que esa empresa sería tratada conforme a las leyes vigentes, que disponían que la Italo, al vencer su concesión, debía ser transferida sin cargo a la Ciudad de Buenos Aires y que, en consecuencia, no correspondía pagar ninguna expropiación".

## Estatización por la dictadura de 1976

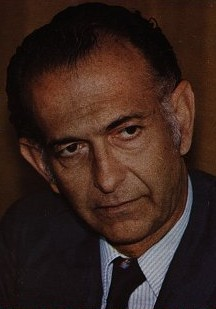
El ministro de la economía de la última dictadura, José Alfredo Martínez de Hoz, había sido director de la Ítalo. A pesar de ser un férreo opositor al Estado empresario participó en la operación de la estatización de La Ítalo, que desencadenó un nuevo escándalo y la desaparición de Juan Carlos Casariego, uno de sus funcionarios.

La dictadura que tomó el poder en 1976, tuvo como ministro de Economía a José Alfredo Martínez de Hoz, que había sido directivo de la Ítalo hasta el 28 de marzo de 1976. El gobierno de facto dejó sin efecto el decreto de la presidente constitucional derrocada, restableciendo la titularidad de la Ítalo. En julio de 1976, Martínez de Hoz viajó a Suiza para entrevistarse con el directorio la CIADE y con el canciller suizo. La empresa y el gobierno suizo le informaron a Martínez de Hoz que la condición para que la dictadura argentina accediera al crédito suizo, era que Argentina comprara la Ítalo (CIAE), cuyas instalaciones eran obsoletas, al precio que pidiera la empresa. Martínez de Hoz, que tenía una ideología contraria frontalmente al Estado empresario, aceptó la exigencia de la empresa a la que había pertenecido y nacionalizó la Ítalo.
Argentina pagó con bonos en francos suizos, emitidos de la Unión de Bancos Suizos, cuyo representante era Roberto Alemann, hermano del secretario de Hacienda de la dictadura y firmante, cuando era ministro de Frondizi, del Decreto n.º 5571/61 que autorizó a la Ítalo seguir a cargo del servicio, sin límite de tiempo.
Algunos de los empresarios y funcionarios involucrados en la operación fueron Francisco A. Soldati (presidente de CIAE), Horacio Beccar Varela (director de la Sociedad Comercial del Plata, vicepresidente y luego presidente de CIAE), César A. Bunge (director de CIAE), Alejandro Roberto Caride (negociador único con la CIAE), contralmirante Francisco Norberto Castro (director de CIAE), Luis María Gotelli (asesor del gobierno argentino en la venta de la CIAE), Jorge Maffía (miembro de la comisión negociadora), Fernando Terrera (miembro de la comisión negociadora), Sadi Conrado Massüe (fiscal de investigaciones administrativas que emitió dictamen favorable), Luis María de Pablo Pardo (embajador argentino en Suiza), William Frei (embajador suizo en Argentina y accionista).
Durante las oscuras operaciones que terminaron en la estatización de la Ítalo fue secuestrado-desaparecido Juan Carlos Casariego, un alto funcionario del Ministerio de Economía, que se oponía a la calificación de la CIAE como "empresa extranjera", de la cual dependía si el pago debía realizarse en dólares o en pesos. Casariego desapareció el 15 de junio de 1977, cuando iba hacia una reunión con el exsecretario de Planificación Económica Guillermo Walter Klein. Según su propia hija, Casariego consideraba que la compra de la Ítalo, realizada por 394,5 millones de dólares, fue un enorme fraude, porque los bienes de la empresa eran obsoletos y estaban amortizados:

Mi padre estaba muy amargado en los últimos meses y había comentado en mi casa que los bienes de la Italo no valían más de 8 millones de dólares y que se estaba por cometer un fraude.
María Casariego

En diciembre de 2012, el represor Héctor Pedro Vergez fue condenado por el secuestro y desaparición de Juan Carlos Casariego de Bel. Otras causas sospechaban la posibilidad que en su desaparición hubieran estado involucrados el ministro Martínez de Hoz y el secretario Klein.